# 藤本恵
藤本 恵（ふじもと めぐみ、1973年 - ）は、日本の児童文学研究者。児童文学を専門とした文芸評論家。武蔵野大学文学部日本文学文化学科教授。山口県生まれ。

## 経歴・人物
お茶の水女子大学大学院人間文化研究科比較文化学専攻(博士後期課程)を単位取得退学。2003年に論文「錯綜する物語――薫くみこ『十二歳の合い言葉』の魅力」で、第1回日本児童文学者協会評論新人賞〈佳作〉を受賞。都留文科大学初等教育学科准教授を経て、学校教育学科教授に就任。2019年4月より、武蔵野大学文学部日本文学文化学科教授。「日本の近現代社会制度（特に教育制度）と女性、子ども、文学の関わり」について研究し、特に、金子みすゞの作品を中心とする子ども向けの詩や童謡を素材にして学究を進めている。

## 論文・評論リスト

### 共著
- 『日本女性文学大事典』（菅聡子 編、日本図書センター、2006年1月） - 「少女小説の水脈――〈母物メロドラマ〉という選択」担当
- 『〈少女小説〉ワンダーランド』（菅聡子 編、明治書院、2008年7月） - 「戦時下の少女小説――敵対者の消滅」、「〈少女小説〉の歴史をふりかえる」担当
- 『明治大正昭和に生きた女性作家たち――木村曙 樋口一葉 金子みすゞ 尾崎翠 野溝七生子 円地文子』（OAA編集会 編集、お茶の水学術事業会、2008年12月）
- 『掘りだしものカタログ3 子どもの部屋×小説』（主編著、明治書院、2009年3月）
- 『〈少女マンガ〉ワンダーランド』（菅聡子、ドラージ土屋浩美、武内佳代 編、明治書院、2012年5月） - 「したたかな乙女ちっくと、ひよわな「児童文学」」担当
- 『ジェンダーが拓く共生社会』（都留文科大学ジェンダー研究プログラム七周年記念出版編集委員会 編、創論社、2013年3月） - 「錯綜する物語」担当
- 『作家の原稿料』（浅井清、市古夏生 監修、作家の原稿料刊行会 編著、八木書店、2015年2月） - 「〈婦人記者〉の仕事と賃金」担当
- 『女学生とジェンダー 女性教養誌『むらさき』を鏡として』（今井久代、中野貴文、和田博文 編、笠間書院、2019年3月） - 「森三千代」担当

### 雑誌掲載
- 金子みすゞ・〈パロディ〉の力 （『お茶の水女子大学人文科学紀要』第53号（お茶の水女子大学 編、2000年3月））掲載
- 西條八十「雪の夜」の仮面――〈赤い鳥〉をめぐって （『人間文化論叢』第3巻（お茶の水女子大学大学院『人間文化論叢』編集委員会 編、2000年））掲載
- 金子みすゞの批評性――〈お伽噺〉をめぐって （『昭和文学研究』第46号（昭和文学会編集委員会 編、2003年3月））掲載
- 自分で決める――『西の魔女が死んだ』の描く主体性について （『児童文学研究』第38号（日本児童文学学会 編、2005年））掲載
- 研究動向 金子みすゞ （コラム、『昭和文学研究』第51号（昭和文学会編集委員会 編、2005年9月））掲載
- 『小学生全集』と女性の知的労働 （『日本近代文学』第78集（「日本近代文学会」編集委員会 編、2008年5月））掲載
- 西條八十と金子みすゞ――自己主張しあう師弟 （『国文』118号（お茶の水女子大学国語国文学会 編、2012年12月））掲載
  - 『国文学年次別論文集 近代4 平成24(2012)年』（学術文献刊行会/編集、朋文出版、2017年6月）に収録された。
- 雑誌『少女の友』詩欄の推移――口語詩・童謡・小曲・少女詩 （『日本近代文学』第89集（「日本近代文学会」編集委員会 編、2013年11月））掲載
- 研究動向 石井桃子 （コラム、『昭和文学研究』第68号（昭和文学会編集委員会 編、2014年3月））掲載
- 児童文学の描く性――タブーと無視を越えて （『日本児童文学』第62巻6号（日本児童文学者協会 編、2016年11月））掲載
- 現代詩歌と子どもの言葉――雑誌『赤い鳥』と田中千鳥から百年 （『日本現代詩歌研究』第13号（日本現代詩歌文学館 発行、2018年3月））掲載
- 児童メディアの一〇〇年（『昭和文学研究』第79号（昭和文学会編集委員会 編、2019年9月））掲載

### その他
- 『現代女性作家読本①川上弘美』（原善 編、鼎書房、2005年） - エッセイ「「物語が、始まる」――物語の始まりと終わりについて」寄稿
- 書評「おしゃれの秋――『ノーラ、12歳の秋』を読む」 （『日本児童文学』第51巻6号、日本児童文学者協会 編、2005年11月）寄稿
- 書評「浜本純逸編『現代若者方言詩集――けっぱれ、ちゅら日本語』」（『国語教室』第83号、大修館書店、2006年5月）寄稿
- コラム「読む - 読まれる  江國香織『子供たちの晩餐を中心に』 （『国語教室』第84号、大修館書店、2006年11月）寄稿
- 書評「川端有子・西村醇子編『子どもの本と<食>  物語の新しい食べ方』」（『週刊読書人』第2681号、2007年3月）
- 『少年少女の名作案内 日本の文学ファンタジー編』（佐藤宗子・藤田のぼる編、自由国民社、2010年3月） - 項目執筆
- 創作 高学年・中学生向け作品 二〇一〇年をふりかえって （『日本児童文学』第57巻3号（日本児童文学者協会 編、2011年5月））掲載
- 『少女小説事典』（岩淵宏子、菅聡子、久米依子、長谷川啓 編、東京堂出版、2015年3月） - 項目執筆
- 子どもと児童文化に対する問題意識を喚起 （増山均・汐見稔幸・加藤理編『ファンタジーとアニマシオン』の書評）（『週刊読書人』第3174号、2017年1月）
- 創作 低・中学年向け作品 擬人化で立ちどまる （『日本児童文学』第66巻3号（日本児童文学者協会 編、2020年5月））掲載